# Trachycarpus oreophilus
Trachycarpus oreophilus är en enhjärtbladig växtart som beskrevs av Martin Gibbons och Spanner. Trachycarpus oreophilus ingår i släktet Trachycarpus och familjen Arecaceae. Inga underarter finns listade i Catalogue of Life.

## Bildgalleri

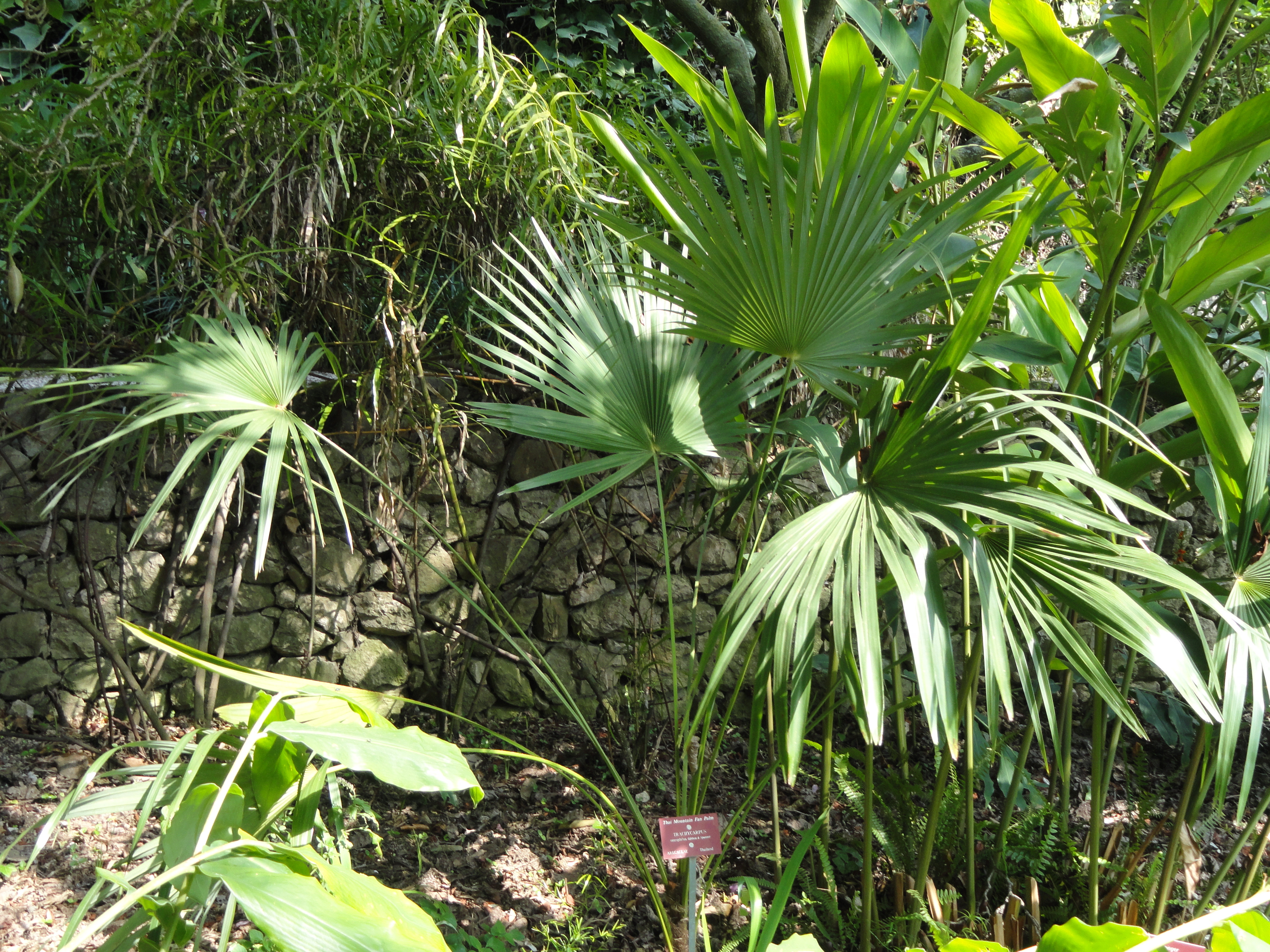